# 1938 في الجزائر
الأحداث من عام  1938 في الجزائر.

## الأحداث
- 8 مارس –  أصدرت فرنسا قرارًا تعد فيه اللغة العربية لغةً أجنبيةً في الجزائر، ويمنع تعليمها في المدارس.[1]

## المواليد
- 1 يناير – العربي بلخير في الجزائر العاصمة) كان عسكرياً برتبة لواء، وسفيرا للجزائر في المملكة المغربية.
- 6 يناير – الهاشمي قروابي
- 17 يناير – مريم بوعتورة وتلقب بياسمينة ثائرة وشهيدة من شهداء ثورة التحرير الجزائرية
- 15 فبراير - عمار ملاح، رائد وكاتب جزائري
- 16 أبريل – قاصدي مرباح اسمه الحقيقي خالف عبد الله سياسي جزائري ورئيس وزراء سابق في عهد الشاذلي بن جديد ومدير المخابرات الجزائرية في عهد الرئيس هواري بومدين إلى غاية 1979 تقريباً،